# Copa de Portugal de waterpolo masculino
La Copa de Portugal de waterpolo masculino es la segunda competición más importante de waterpolo masculino entre clubes portugueses.

## Historial
Estos son los ganadores de la liga:
- 2009: Associação de Natação de Portimão
- 2008: Sport Comércio e Salgueiros
- 2007: Sport Comércio e Salgueiros
- 2006: CDUP